# Messier 74
A Messier 74 (más néven M74 vagy NGC 628) egy lapjáról látszó spirálgalaxis a Pisces (Halak) csillagképben.

## Felfedezése
Az M74 galaxist Pierre Méchain francia csillagász fedezte fel 1780 szeptemberében. Charles Messier 1780. október 18-án katalogizálta.

## Tudományos adatok
A galaxis 793 km/s sebességgel távolodik tőlünk. Két szupernóvát fedeztek fel benne:
- SN 2002ap: Ic típus (2002. január 29.)
- SN 2003gd: IIP típus

Az M74 az 5-7 galaxisból álló M74 csoport legfényesebb tagja ide tartozik még az NGC 660 pekuliáris spirálgalaxis, valamint néhány szabálytalan galaxis.
2005. március 22-én jelentették be, hogy a Chandra űrtávcsővel ultrafényes röntgenforrást fedeztek fel a galaxis egyik spirálkarjában, amit valószínűleg a fekete lyukak egy igen ritka alosztályához, a köztes tömegű fekete lyukhoz tartozó akkréciós korong bocsát ki.

## Megfigyelési lehetőség
Alacsony felületi fényessége miatt nehéz megtalálni, a legkisebb fényszennyezés vagy egyéb zavaró körülmény meghiúsíthatja az észlelést.